# Monodontomerus torchioi
Monodontomerus torchioi is een vliesvleugelig insect uit de familie Torymidae. De wetenschappelijke naam is voor het eerst geldig gepubliceerd in 2000 door Grissell.